# 沙尔施塔特
沙尔施塔特（德語：Schallstadt，發音：[ˈʃalʃtat]）是德国巴登-符腾堡州弗赖堡行政区布赖斯高-上黑林山县的市镇，面积19.56平方千米，2023年12月31日人口为6,815人。